# Dvorana Krešimira Ćosića
Dvorana Krešimira Ćosića je višenamjenska športska dvorana namijenjena gotovo svim dvoranskim športovima te kulturnim i zabavnim priredbama. Smještena je na sjeveroistočnom dijelu grada Zadra.

## O dvorani
Izgradnja je započela u siječnju 2004. godine prema projektu Arhitektonskog atelijera Hržić iz Zagreba, a radove je izvela tvrtka Lavčević-inženjering d.o.o. iz Splita. Dovršena je u listopadu 2008. godine. Prvi športski nastup u njoj je imala hrvatska rukometna reprezentacija kao domaćin na kvalifikacijskom turniru za odlazak na Olimpijske igre u Pekingu 2008. Dvorana je bila korištena na Svjetskom prvenstvu u rukometu 2009. godine jer je Zadar bio određen kao jedan od gradova domaćina.
Ime je dobila po hrvatskome košarkašu Krešimiru Ćosiću. Dvoranom upravlja tvrtka Športski centar Višnjik d.o.o. u vlasništvu Grada Zadra.

## Odlike
Dvorana je arena kružnog oblika, pod čijom se kupolom promjera 135,12 m i visine 26,82 m nalaze centralna dvorana i četiri pomoćne. U njima se mogu odigravati košarkaške, rukometne, malonogometne utakmice, te organizirati razni športski turniri (tenis, pikado) i prvenstva. Uz samu dvoranu na sjevernoj strani nalazi se parkirališni prostor s 450 mjesta za automobile, a južne 300.
Dvorana ima četiri glavna ulaza: A, B, C i D smještene u smjeru jugozapada (A-D) i sjeveroistoka (B-C) na koje se uspinje prostranim stepenicama. S tih glavnih ulaza, ulazi se u kružno predvorje koje opasuje tribine. 
Na tribine se ulazi kroz 12 ulaza smještenih ponad prstenastog gledališta koje se uzdiže iznad borilišta. Uz tih 12 ulaza su po dva prolaza kojima se uspinje na gornja mjesta za sjedenje.
Na fiksnim tribinama ima ukupno 6503 sjedećih mjesta. Uz parket su još i četiri teleskopske tribine, koje se po potrebi mogu izvlačiti i uvlačiti - po jedna sa svake strane svijeta. VIP i PRESS tribine imaju tako još po 264 mjesta, a čeone tribine, zvane „obiteljski VIP“  koje se u košarkaškim susretima nalaze iza koševa imaju po 408 mjesta. U određenim situacijama, ako se pokaže potreba, mogu se još dodatno postaviti 150 VIP stolica na samom parketu, uz teren. 
Iznad središta terena za igru visi glavni semafor. Težak je 3 tone, a sastoji se od 4 LED panela širine 6,3 m, a visine 3,2 m. Riječ je o proizvodu tvrtke „Tehnovision" na kojem gledatelji u svakom trenutku utakmice, uz uobičajene podatke o rezultatu i vremenu koje je proteklo, mogu pogledati snimke pojedinih dijelova utakmice, a koristi se i kao prostor za oglašavanje. Uz glavni semafor, tu su još dva pomoćna, smještena na istočnoj odnosno zapadnoj strani, veličine 6 x 2,5 m. 
Kvalitetu i snagu zvuka u dvorani jamči 14 „ICF" aktivnih zvučničkih kutija pojedinačne snage 1500 W, razmještenih na servisnoj stazi na kupoli dvorane, na visini od 17 m. Audio i video sadržajima kao sastavnim dijelom sportskog spektakla upravlja se kompjuterski iz kontrolne sobe na zapadnoj tribini. 
Samo borilište, kojim dominira plavi obrub, prostor je od 1000 m2 na kojem se kao što je već navedeno mogu odigravati rukometni, košarkaški, teniski i drugi športski susreti. Na parket se izlazi s četiri glavna ulaza-izlaza; za igrače, vip ulaz, press i ulaz za suce. 
Ispod sjevernih tribina nalazi se osam svlačionica za igrače, ambulanta, prostorija za doping provjeru, te tri svlačionice za suce. Ispod južnih tribina nalazi se 8 svlačionica za igrače, 4 individualne, 6 prostorija razne namjene, trim kabinet, recepcija i prostor budućeg restorana. 
Ispod A i D tribine na jugu nalazi se prostrani press centar, dok je VIP salon na sjevernoj strani. Novinari mogu pratiti utakmice uz sam parket ili s press tribine na koje se postavljaju sklopivi stolovi. Primarna tehnologija za slanje izvještaja je wireless internet.
U dvorani svoje domaće utakmice igra KK Zadar.

## Pomoćne dvorane
U sklopu dvorane Krešimira Ćosića, koju koriste sportaši, sportski klubovi i udruge, ali i građani grada Zadra i Zadarske županije, nalaze se i četiri manje dvorane za košarku, odbojku, rekreativni mali nogomet, badminton, atletiku i razne druge sportove.
Dvorane su izuzetno funkcionalne i opremljene najsuvremenijom opremom, s lijepim svlačionicama i popratnim prostorima.
Dvorane su osim za sportska natjecanja i treninge te rekreaciju građana, namijenjene i za održavanje raznih manifestacija, od onih zabavnog karaktera, koncerata zabavne i ozbiljne glazbe, pa sve do gospodarskih priredbi i sajmova.
U dvorani Krešimir Ćosić mogu se iznajmiti velika dvorana te sve četiri male dvorane i to na dan ili nekoliko dana, ali i na sat,  na primjer za treninge sportskih momčadi u navedenim sportovima ili za odigravanje utakmica.
- Dvorana 1 − namijenjena je prvenstveno za treninge i rekreaciju, posjeduje košarkaški teren standardnih dimenzija s mogućnošću podijele u dva dijela s pomičnom pregradom, tako da istovremeno u dvorani mogu trenirati dvije grupe športaša bez da jedni drugima predstavljaju smetnju. Prvenstveno je namijenjena za sljedeće športove: košarka, odbojka, mali nogomet, ritmička gimnastika.[5]

- Dvorana 2 − također ima košarkaški teren standardnih dimenzija,  ali je predisponirana i za izvedbu raznih priredbi od kulturnih, zabavnih, kongresnih, pa sve do gospodarskih zbivanja i sajmova. Upravo zbog mogućnosti održavanja koncerata dvorana 2 je dodatno zvučno izolirana. Prvenstveno je namijenjena za sljedeće športove: košarka, badminton, tenis, borilački športovi.

- Dvorana 3 − opremljena je uz ostalo i za odigravanje službenih utakmica u košarci jer posjeduje suvremeni semafor na dvije strane dvorane, posjeduje zapisnički stol za službeno osoblje te oko 250 sjedećim mjesta. Prvenstveno je namijenjena za sljedeće športove: košarka. Također uz istu u funkciji je i teretana isključivo za športske klubove.

- Dvorana 4 − predviđena je prije svega za treninge i rekreaciju građana. Prvenstveno je namijenjena za sljedeće športove: košarka, odbojka, mali nogomet.

## Tehničke karakteristike dvorane i ostalih sadržaja
Površina dvorane ispod kupole = 11.623,71 m2
1. Glavna košarkaška dvorana = 6.650,00 m2
2. Pomoćne dvorane = 3.490,00 m2
- Dvorana sa semaforom i tribinama = 970,00 m2 (mogući broj gledatelja – 230)
- Dvorana za održavanje koncerata = 840,00 m2 (s akustičkim rješenjima; mogući broj gledatelja – 780)
- Trenažna dvorana za košarku i mali nogomet = 840,00 m2
- Trenažna dvorana za košarku i mali nogomet = 840,00 m2

3. Ostali sadržaji
- Svlačionice za igrače – 8 svlačionica
- Svlačionice za suce – 4 svlačionice
- Svlačionice za trenere – 4 svlačionice
- Press sala = 210,00 m2
- VIP salon = 433,00 m2 (s dodatnim prostorijama za catering)
- Caffe bar "Golden VIP" = 94,00 m2
- Sanitarije za publiku – 4 kom

## Gostujući događaji

### Športski
Od 19. do 21. rujna 2008. u dvorani su igrani susreti Davis Cupa između Hrvatske i Brazila.[nedostaje izvor]
Kao domaćin KK Zadar, u dvorani su igrane utakmice NLB lige, Europkupa, Prvenstva Hrvatske, Kupa Krešimira Ćosića i dr.
Prvenstva
- 6. do 12. siječnja 2009. - Dvoransko prvenstvo Hrvatske u nogometu
- 24. do 27. siječnja 2009. - Svjetsko prvenstvo u rukometu – Hrvatska 2009.
- 20. do 27. siječnja 2009. – 1. Svjetsko i 14. Europsko prvenstvo u pikadu

### Glazbeni
U dvorani su koncerte održali Mišo Kovač (2008.), Prljavo kazalište (2008.), Mladen Grdović (2009.), klapa Intrade i Oliver Dragojević (2009.), Tony Cetinski (2009.), Dražen Zečić (2009.)...[nedostaje izvor]

### Sajmovi
- Sajam graditeljstva Constructa (od 2008.)
- Dani maslina (od 2009.)

## Vanjske poveznice
|  | Zajednički poslužitelj ima još gradiva o temi Dvorana Krešimira Ćosića |

- Službena stranica
- Dvorana Krešimira Ćosića Hrvatska tehnička enciklopedija, portal hrvatske tehničke baštine. LZMK

|  | Portal Hrvatske – Pristup člancima s tematikom o Hrvatskoj. |